# ディアナ・ヴィシニョーワ

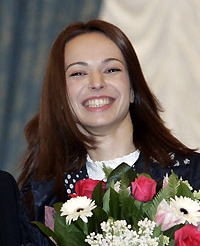
ディアナ・ヴィシニョーワ、2007年

ディアナ・ヴィシニョーワ（Diana Vishneva、本名:ディアナ・ヴィクトロヴナ・ヴィシニョーワ 露: Диана Викторовна Вишнёва 、1976年7月13日 - ）は、ロシアのバレエダンサーである。

## プロフィール
ディアナ･ヴィシニョーワはサンクトペテルブルクに生まれた。ワガノワ･バレエ学校でリュドミラ･コワリョーワの指導を受け、在学中からすでにマリインスキー劇場の舞台に出演していた。ワガノワ・バレエ学校在学時には、同校の歴史に残っている記録上で一番の高い成績を上げたという。1995年に同校を卒業後、直ちにマリインスキー・バレエに入団し、翌1996年にプリンシパルに任命された。
ヴィシニョーワはキャリアの初期からロシア国外での活動を始め、パリ･オペラ座バレエ団、ミラノ・スカラ座バレエ団、ミュンヘン・バレエ団などに客演した。2005年5月からは、アメリカン・バレエ・シアターのゲスト･プリンシパルとしても活躍している。
高度な技術と豊かな音楽性に裏付けられた踊りを見せ、『ジゼル』『眠れる森の美女』などの古典バレエはもとより、バランシン、ロビンス、ベジャール、ノイマイヤーなどの近現代の作品も踊りこなす多面性を持つダンサーである。ヴラジーミル・マラーホフと組んだ舞台を日本でもしばしば披露している。
ワガノワ･バレエ学校在学中だった1994年に、ローザンヌ国際バレエコンクールで金賞を受賞したのを始め、受賞歴は多数である。
2017年6月21日にアメリカン・バレエ・シアターでの引退公演を行った。バレエ自体をやめるのではなく、新しい活動を模索するという。サンクトペテルブルクにスタジオを開設して、バレエ・体操・ヨガを教え、新しい振付家の育成も支援していくという。

## 出演

### DVD
- 『サンクトペテルブルクの新星 ヴィシニョーワ』[3]（1995年）
- 『ディアナ・ヴィシニョーワ マリインスキー劇場のスターたち2』（1999年）
- 『ヴィシニョーワ＆マラーホフ「ジゼル」全幕』[4]（2004年）
- BALLERINA マリインスキー・バレエのミューズたち （2006年）

## 受賞歴
- ローザンヌ国際バレエコンクール：金賞（1994年）
- ブノワ賞（1995年）
- サンクトペテルブルク劇場賞：金賞（1996年）
- バチルカ賞（1998年）
- ゴールデン・マスク賞（2001年）
- ロシア人民芸術家（2007年）